# انتفاضة يونيو الديمقراطية
انتفاضة يونيو الديمقراطية وتعرف كذلك باسم حركة يونيو الديمقراطية كانت حركة ديمقراطية عمت كوريا الجنوبية وأدت إلى احتجاجات واسعة من 10 يونيو حتى 29 يونيو، 1987. أرغمت المظاهرات الحكومة على عقد انتخابات وإجراء إصلاحات ديمقراطية أخرى قادت في النهاية إلى تأسيس الجمهورية السادسة، وهي الصيغة الحالية للحكومة في كوريا الجنوبية.
في 10 يونيو، أعلن النظام العسكري للرئيس تشن دو-هوان اختيار روه تاي وو ليكون الرئيس القادم للبلاد. كان هذا الاختيار الخطوة الأخيرة من قبل الحكومة للرد على مطالب مراجعة الدستور للسماح بالانتخاب المباشر للرئيس. ازدادت الضغوط على الحكومة في الفترة التي سبقت هذا الإعلان، في صورة مظاهرات للطلبة وجماعات أخرى، ومع إعلان اختيار روو تاي وو رئيسًا، تحول الوضع إلى احتجاجات ضخمة ومؤثرة.
لم ترغب الحكومة في اللجوء إلى العنف قبل الألعاب الأولمبية في 1988، وآمنت الحكومة (على صواب) بأن روو يستطيع الفوز في انتخابات تنافسية بسبب الانقسامات في صفوف المعارضة، فقبِل تشن وروو إجراء انتخابات رئاسية مباشرة وإعادة الحريات المدنية، وهي مطالب رئيسية للمحتجين. ومع انتخاب روو رئيسًا بأغلبية ضئيلة في ديسمبر من ذلك العام، بدأت عملية التحول الديمقراطي في كوريا الجنوبية.
إلى جانب المطالب السياسية بالانتخاب المباشر للرئيس، تأججت الاحتجاجات بسبب مقتل عدد من الطلبة على يد الشرطة. فقد استخدمت الشرطة التعذيب ضد الطالب الجامعي في جامعة سول بارك جونغ تشول، ما أدى إلى مقتله في 14 يناير 1987 الذي بررته الشرطة بوقوع أزمة قلبية له، لكن تشريح جثته أظهر علامات للضرب والصعق الكهربائي.